# Rijeka dubrovačka
Rijeka dubrovačka (także Ombla) – zatoka w Chorwacji, część Morza Adriatyckiego.

## Opis
Jest położona na północny zachód od Dubrownika. Jej długość to 5 km, a szerokość waha się od 0,2 do 0,4 km. Maksymalna głębokość wynosi 26 m. W jej wewnętrznej części znajdują się źródła krasowe.
Wzdłuż jej brzegu biegnie Magistrala Adriatycka. Jej brzegi spięto Mostem Franja Tuđmana.
W 1964 roku jej obszar został objęty ochroną krajobrazową.

## Historia
We wczesnym średniowieczu tereny wokół zatoki należały do Zahumla. W 1357 roku znalazły się w granicach Republiki Raguzy.
W drugiej połowie XX wieku miał miejsce silny wzrost osadnictwa na prawym brzegu zatoki. W 1961 roku liczba ludności wynosiła ok. 1500 mieszkańców, a w 2001 roku już 9700. Od października 1991 do maja 1992, w trakcie wojny w Chorwacji, brzegi zatoki były okupowane przez siły serbsko-czarnogórskie.